# Нормализация (политика)
Нормализация е термин, с който се обозначават политическите процеси след окупацията на Чехословакия от армиите на Варшавския договор през 1968 г. – т.нар. Операция Дунав. Нормализацията слага край на промените в чехословашкото общество, т.нар. Пражка пролет. След подписване на Московския протокол през август 1968 г. и в изпълнение каузите в него настъпва необходимост от „нормализиране на условията“ в страната – официалното оправдание за репресиите, извършените чистки в редиците на Комунистическата партия на Чехословакия, уволненията от работа по политически причини, възстановяване на цензурата, закриване на много политически сдружения и организации, и т.н. Постепенното „стабилизиране“ на комунистическата власт в Чехословакия се осъществява най-вече през 1970 г. Чистките в армията се провеждат през годините 1970 – 1974 г.
През 80-те години на 20. век в комунистическата пропаганда използва термина „Нормализация“ и за определяне на взаимоотношенията между държавите и за квалификация на ситуация в чужбина, особено в Полша. Често терминът се използва за обозначаване на цялата епоха от развитието на Чехословакия – от 1968 г до 1989 г. Тава включва и времето когато „процесът на нормализация“ вече не се е осъществявал, но „нормализационните“, репресивни мерки са останали в сила.
Терминът Нормализация е включен в „Московския протокол“, обявяващ фактическата капитулация на Чехословакия и легитимиращ окупационния режим. Московският протокол е подписан 27 август 1968 г. в Москва. В него е записано:
„Чехословашките представители подписали този документ изразиха своята решимост да постигнат нормализиране на условията в нашата страна на основата на марксизма-ленинизма, да възстановят ръководната роля на партията и авторитета на държавната власт на работническата класа, да изключат контрареволюционните организации от политическия живот и да укрепят международните връзки на Чехословакия със Съветския съюз и другите социалистически съюзници.“
От чехословашка страна протоколът е подписан от президента на Чехословакия Лудвик Свобода, Густав Хусак, Васил Биляк, Александър Дубчек и други чехословашки политици, заемащи про-комунистически, интернационални позиции, активни участници в преговорите в Москва.
През целия период на Нормализация на територията на Чехословакия са разположени съветски окупационни войски. През 70-те и 80-те години на миналия век прилаганите репресиите са по-леки и по-прикрити от тези извършвани през 50-те години. Прилагат се методите на съветската версия на неосталинизма, приспособени към условията в Централна Европа.

## Исторически факти
От началото на август 1968 г. до април 1969 г. влиянието на тогавашния първия секретар на Централния комитет на Комунистическата партия на Чехословакия Александър Дубчек и на ръководството но страната влиянието на Комунистическата партията в държавата постепенно отслабват. След окупацията започват и първите чистки в партията. На 17 април 1969 г. Густав Хусак е избран за първи секретар на Централния комитет на Комунистическата партия на Чехословакия. Така наречения социализъм с човешко лице се променя в т. нар. “настръхнал социализъм“. Престават да съществуват много от нововъзникналите организации, културни асоциации и други. Премахнати са: „Новата икономическа система“, меката цензура, либерално образование в училищата, относителната свобода на изкуството в киното, театъра и т.н. Извършват се цялостни чистки в системата за сигурност, армията и синдикалните организации. Казионната организация „Национален фронт“ се политизира. Тази насока на развитие се запазва през целия период на Нормализация.
На 16 октомври 1968 г. е подписан договор „за временно пребиваване на съветските войски“, който легализира присъствието на съветската армия на територията на Чехословакия, гарант на „нормализационните“ процеси. Договорът е одобрен от Народното събрание, където 228 депутати гласуват за, 10 се въздържат и само 4 са против. Против са били неподписалият Московския протокол Франтишек Кригел, Франтишек Водслонь, Гертруда Секанинова-Чакртова и Божена Фукова.
Армията на СССР напуска Чехословакия едва след падането на комунистическия режим през 1989 г. Последният съветски войник напуска държавата през 1991 г. До тогава в Чехословакия са били разположени 73 500 съветски войници ситуирани в над 80 гарнизона.
След мащабните демонстрации срещу окупацията състояли се на 18 – 21 август 1969 г., на 22 август 1969 г., президиума на Федералното събрание приема закон № 99/1969 Coll. (т.нар. Законът на бухалката). С него се дава възможност да се наказват сурово участниците в демонстрации и всички който „наруши социалистическия обществен ред“. Законът е обнародван с подписите на Лудвик Свобода, Александър Дубчек и Черник.
Писмо, разпратено от Централния комитет на Комунистическата партия на Чехословакия от януари 1970 г., поставя началото на чистката в Комунистическата партия. Назначени са комисии, които проверяват и изключват членовете на партията, които са участвали в Пражката пролет или не са лоялни към новата линия на Нормализация. Тогава от партията е изключен и Александър Дубчек. До пролетта на 1971 г. от партията са изключени над 30 хил. членове. Повечето от тях получават и забрана да упражняват професията си. Така, необратимо е задействан процеса на Нормализация. На заседание на Централния комитет на Комунистическата партия, състояло се на 11 и 12 декември 1970 г. новото партийно ръководство на Густав Хусак приема т.нар. „Уроци от развитието на кризата“. Там се прави анализ на причините, развитието и краят на Пражката пролет от гледна точка на сталинистката визия за развитието на света. В документа се посочва, че либералните комунисти са проникнали във всички области на обществения, икономическия и политическия живот много преди 1968 г., което се отнася дори за Института по история на Комунистическата партия, Партийната колегия и Института за политически науки. Изрично се подчертава, че това трябва да се промени.
Процесът на Нормализация има негативно влияние върху живота на чехословашкото обществото чак до 1989 г. Този период се описва и като стагнация на общественото развитие на страната.
По време на Нормализацията е въведена строга цензура. От Комунистическата партия са изключени 327 000 лица. Около 350 000 души загубват работата си. Лицата с либерални възгледи е трябвало да напуснат ръководните си позиции. Много млади хора не са допускани да учат поради кадрови причини. Хиляди хора напускат страната доброволно или по принуда. Премахната е либералната система за икономическо планиране. Ограничени са гражданските и икономическите свободи. Корупцията достигна невъобразими за времето си нива. Нормализацията продължава дори и в средата на 80-те години, когато съветският лидер Михаил Горбачов се опита да реформира комунистическата система.
Като цяло Нормализацията има пагубно значение за развитието на чехословашкото общество. По това време, повечето от хората приемат откритата критика като ненужна провокация. През 1980-те години дисидентството отново се активизира. Проява се Харта 77. За официалната власт обаче е било достатъчно населението да симулира лоялност към режима, което довежда до цялостен упадък на обществените взаимоотношения.